# Antonio Maria Saeli
Antonio Maria Saeli (Montemaggiore, 21 novembre 1833 – Palermo, 5 marzo 1900) è stato un vescovo cattolico italiano.

## Biografia
Emessa la professione religiosa nella Congregazione del Santissimo Redentore il 22 agosto 1852, è stato ordinato presbitero il 25 marzo 1859. Subito dopo essendo stata sciolta la Congregazione riparò a Malta per ritornare in Sicilia nel 1872 per rifondare la Congregazione stessa nell'isola. 
Il 3 luglio 1882 papa Leone XIII lo ha nominato vescovo titolare di Ippo e vescovo coadiutore di Mazara del Vallo; ha ricevuto l'ordinazione episcopale a Roma il 9 luglio seguente dal cardinale Luigi Maria Bilio, penitenziere maggiore, coconsacranti Francesco Saverio Mangeruva, vescovo di Gerace, e Benedetto Mariani, vescovo ausiliare di Sabina. Il 22 settembre dello stesso anno, alla morte di mons. Carmelo Valenti, è succeduto come vescovo di Mazara del Vallo.
Nel 1890 si recò a Tunisi per riconoscere ufficialmente la nuova diocesi tunisina che fino ad allora aveva fatto parte di quella di Mazara.
Svolse una visita pastorale di tutta la Diocesi durata sei anni.
Durante la sua amministrazione della diocesi si trovò anche ad assistere alla nascita dei Fasci siciliani e dei movimenti popolari. Tuttavia egli non riuscì ad affrontare adeguatamente tutti i problemi della diocesi e si ritirò a Palermo venendo affiancato da Gaetano Quattrocchi come amministratore apostolico.
È morto a Palermo il 5 marzo 1900.

## Stemma
Diviso, il primo al calvario con cielo squarciato ed anagramma di cristo, il secondo all'agnello immolato sormontato da tre stelle ordinate.

## Genealogia episcopale
La genealogia episcopale è:
- Cardinale Scipione Rebiba
- Cardinale Giulio Antonio Santori
- Cardinale Girolamo Bernerio, O.P.
- Arcivescovo Galeazzo Sanvitale
- Cardinale Ludovico Ludovisi
- Cardinale Luigi Caetani
- Cardinale Ulderico Carpegna
- Cardinale Paluzzo Paluzzi Altieri degli Albertoni
- Papa Benedetto XIII
- Papa Benedetto XIV
- Cardinale Enrico Enriquez
- Arcivescovo Manuel Quintano Bonifaz
- Cardinale Buenaventura Córdoba Espinosa de la Cerda
- Cardinale Giuseppe Maria Doria Pamphilj
- Papa Pio VIII
- Papa Pio IX
- Cardinale Luigi Maria Bilio, B.
- Vescovo Antonio Maria Saeli, C.SS.R.